# Ben Borgart
Bernhard (Ben) Borgart (Amsterdam, 17 maart 1940 – 19 februari 2016) was een Nederlands schrijver.

## Loopbaan
Borgart verwierf bekendheid met zijn debuutroman De Vuilnisroos uit 1972. Het boek haalde zeven drukken en verscheen twee maal als Bulkboek. Dankzij het succes werd Borgart 'een van de eerste gewone jongens in het vaderlandse literaire bestel'. Later volgden nog diverse romans en verhalenbundels, alsmede bijdragen aan literaire tijdschriften zoals Maatstaf en Hollands Maandblad. "Maar het niveau van zijn debuut haalde hij volgens zijn recensenten niet meer."
Begin jaren negentig zette uitgeverij De Bezige Bij de schrijver aan de kant. Hij ging verder met de uitgeverijen Leopold en Aspekt.
Zijn overlijden werd begin maart 2016 bekend gemaakt.